# Ашимов, Асанали Ашимович
Асанали Ашимович Ашимов (каз. Асанәлі Әшімұлы; род. 8 мая 1937, с. Жайылма, Сарысуский район, Южно-Казахстанская область, Казахская ССР, СССР) — советский, казахский актёр, режиссёр театра и кино, сценарист, педагог. Герой Труда Казахстана (2017). Лауреат Государственной премии СССР (1974). Народный артист СССР (1980).

## Биография
Родился 8 мая 1937 года в селе Жайылма (по другим источникам — 9 мая 1937 года в селе Байкадам  и в 1939 году) Сарысуского района Южно-Казахстанской области (ныне — в Жамбылской области) Казахской ССР.
В 1961 году окончил театральный факультет (с 1977 года — Театрально-художественный институт, ныне Казахская национальная академия искусств имени Т. К. Жургенова) при Казахской государственной консерватории им. Курмангазы в Алма-Ате.
В 1961—1963 годах работал на киностудии «Казахфильм», где началась его активная кинематографическая деятельность.
С 1963 года — актёр, режиссёр Казахского драматического театра им. М. О. Ауэзова в Алма-Ате. В 1987—1988 годах был художественным руководителем театра.
Работал с такими мастерами театра, как Серке Кожамкулов, Шакен Айманов, Курманбек Жандарбеков, Канабек Байсеитов и многими другими. В театре играл с популярными артистами, как Нурмухан Жантурин, Идрис Ногайбаев, Ануар Молдабеков.
За время работы на сцене Казахского драматического театра им. М. О. Ауэзова создал около 50 ролей.
Ставил спектакли в других театрах — в Шымкентском областном драматическом театре им. Ж. Шанина, Республиканском театре юного зрителя им. Г. Мусрепова
Много снимался в кино. Дебютировал будучи студентом в фильме «Ботагоз» (1958) по повести Сабита Муканова, где сыграл роль Кенжетая. Его партнершей была тоже дебютантка Гульфайрус Исмаилова, позже ставшая известным театральным художником. После ряда проходных ролей актёр запомнился в роли коварного Бекежана в кинодраме по казахскому эпосу ««Кыз-Жибек»» (режиссёр Султан-Ахмет Ходжиков, 1970).
Тогда же он получил главную роль в фильме своего тестя Шакена Айманова «Конец атамана» по сценарию Андрея Михалкова-Кончаловского. Фильм имел большой успех по всему Союзу. Только в 1972 году его просмотрело 30 млн зрителей. Лента положила начало целой тетралогии о чекисте Чадьярове, который стал визитной карточкой актёра.
В 1977 году Эльдор Уразбаев снял второй фильм тетралогии «Транссибирский экспресс» по сценарию Александра Адабашьяна и Никиты Михалкова, где снова он в главной роли, и снова успех, в котором немалое значение сыграло артистическое обаяние и мастерство актёра — 24 млн зрителей за год.
Наконец, в 1989 году по сценарию его самого режиссёры И. Вовнянко и Гук Ин Цой поставили третий фильм тетралогии — «Маньчжурский вариант».
Через 20 лет актёр решил реанимировать эту историю и режиссёр Хуат Ахметов снял новый - четвёртый - фильм о приключениях Касымхана «Кто вы, господин Ка?» (2009) снова с А. Ашимовым в главной роли.
Из-за загруженности в театре актёр снялся только в трёх десятках фильмов, но его со временем больше стала привлекать роль кинорежиссёра. В 1981 году он дебютировал фильмом «Год дракона» по историческому роману Зии Самади (сценарий Юрия Визбора) об уйгурском восстании XIX века в Синьцзяне. В 1985 году снял фильм «Легендарный Чокан» про известного казахского ученого и путешественника Чокана Валиханова, в главной роли — его сын Саги.
Затем поставил фильмы «Полынь» (1986), кинодраму по казахскому эпосу «Козы Корпеш — Баян сулу» (1992), «Дом у солёного озера» по сценарию писателя Сатимжана Санбаева (2004).
Преподавал в Казахской национальной академии искусств им. Т. К. Жургенова (профессор).
Член КПСС с 1973 года.
С 1990 года — президент киностудии «Елим-ай».
В 2017 году стало известно, что актер принял окончательное решение оставить театральную сцену. По его словам, причин для этого было несколько: ушли из жизни партнеры, нет режиссёра, с которым он хотел бы работать.

### Личная жизнь
Мать осталась вдовой, когда ей было 22 года, больше не выходила замуж, умерла в 2002 году.
Первая жена — Майра Айманова (1938—1993), оперная певица; дочь казахского кинорежиссёра Шакена Айманова (1914—1970). Поженились будучи ещё в студентчестве. Брак продлился 35 лет, до самой смерти Майры.

Сыновья — Мади (1959—1999), архитектор. Саги (1961—1999), актёр.
Вторая жена — Кульбану. 

Сын — Олжас (1980).
Третья жена — Маржан, брак длился всего 2 года. 

Дочь — Сагина (2001).
Четвёртая жена (с 2002) — Багдат (род. 1971), лечащий врач актёра. 

В январе 2008 года 70-летний актёр вновь стал отцом.

## Творчество

### Роли в театре
- 1969 — «Дон Жуан, или Любовь к геометрии» М. Фриша — Дон Жуан
- 1979 — «Ревизор» Н. В. Гоголя — Городничий
- 2002 — «Перед заходом солнца» Г. Гауптмана — Матиас Клаузен
- «Козы Корпеш — Баян сулу» Г. М. Мусрепова — Кодар, Козы-Корпеш
- «Каракипчак Кобланды» М. О. Ауэзова — Айшуак
- «Енлик-Кебек» М. О. Ауэзова — Кебек
- «Завещание потомкам» Г. Мусрепова — Сырым Датов
- «Кровь и пот» А. К. Нурпеисова — Еламан
- «Абай» М. О. Ауэзова и Л. С. Соболева — Айдар
- «Восхождение на Фудзияму» Ч. Айтматова и К. Мухамеджанова — Осинбай Татаев
- «На чужбине» К. Мухамеджанова — Асан
- «Буран» Т. Ахтанова — Касболат
- «Несмешная комедия» А. Тарази — Сенжан
- «Варшавская мелодия» Л. Г. Зорина — Виктор
- «Абай» М. О. Ауэзова — Керим[13]
- «Утреннее эхо» К.Ыскака, по мотивам повести М. Ауэзова «Выстрел на перевале» — Жарасбай[13]

### Постановки
- 1969 — «Дон Жуан, или Любовь к геометрии» М. Фриша
- 1979 — «Ревизор» Н. В. Гоголя
- 1987 — «Амангельды» Г. М. Мусрепова
- 1987 — «Есть ли яд, который я не пил…» И. Оразбаева
- 1988 — «Если бы я был султан» С. Ваннуса
- 1989 — «Акбилек» Ж. Аймауытова

Ставил спектакли в других театрах — в Шымкентском областном драматическом театре им. Ж. Шанина — спектакль «И даже султан не вечен», в Республиканском театре юного зрителя им. Г. Мусрепова — «Солнечная красавица Кунекей».

## Фильмография

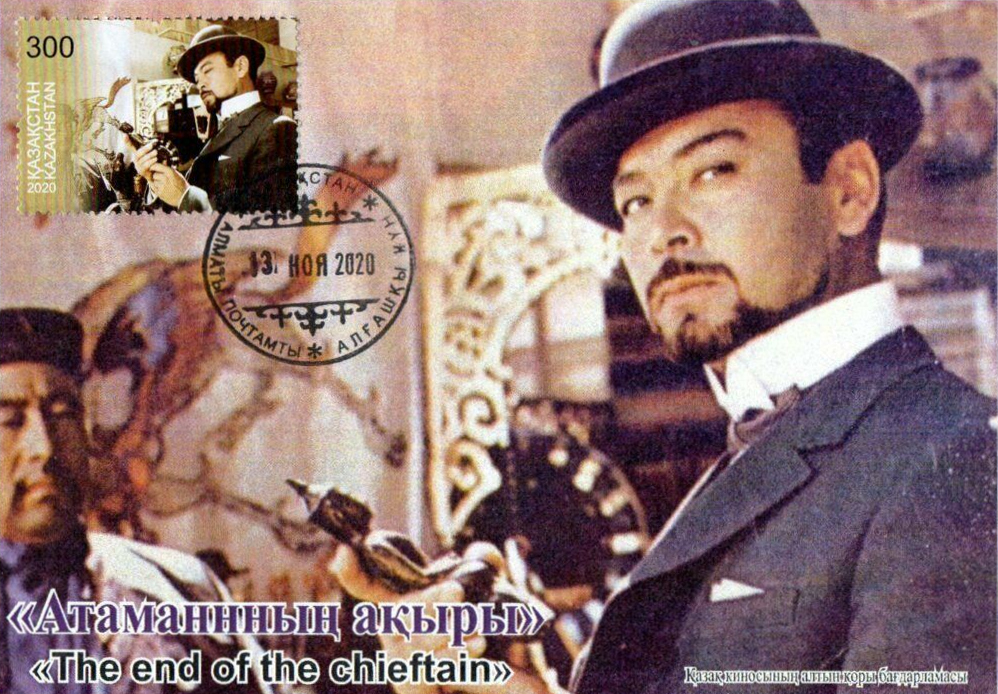
Ашимов, Конец атамана

### Актёр
- 1957 — Ботагоз — Кенжетай
- 1959 — Дорога уходит вдаль — Болат
- 1959 — На диком бреге Иртыша — Жанай Уралов
- 1960 — В одном районе — Дюсен Бектасов
- 1961 — Песня зовёт — Тойбазар
- 1962 — Мальчик мой — Мурат
- 1962 — Перекрёсток — Искандер
- 1964 — Следы уходят за горизонт — Турар
- 1966 — Тревожное утро — Берген
- 1966 — Крылья песни — Каймен
- 1969-1970 — Кыз-Жибек — Бекежан
- 1970 — Конец атамана — чекист Чадьяров
- 1974 — Водопад — Мамбет Усенов
- 1975 — Выбор — Кожамкул
- 1976 — Бросок, или Всё началось в субботу — профессор
- 1976 — Моя любовь на третьем курсе — эпизод
- 1977 — Транссибирский экспресс — Фан (Чадьяров)
- 1979 — Вкус хлеба — Камал Айкенов
- 1979 — Серебряный рог Ала-Тау — Нургазы
- 1980 — Гонцы спешат — Каражал
- 1981 — Провинциальный роман — прокурор
- 1984 — Чокан Валиханов — Чингис Валиханов
- 1986 — На перевале — Сарыбура
- 1986 — Полынь — эпизод
- 1987 — Лейтенант С. — отец Алмаса
- 1989 — Маньчжурский вариант — Исидзима (Чадьяров)
- 1993 — Абулхаир-хан
- 1996 — Ермак
- 2001 — Дядя, я тебя убью... — бывший чекист Омирбай
- 2001 — Побег из Гулага
- 2001—2003 — Саранча (телесериал) — генерал КНБ
- 2004 — Дом у солёного озера — Галымжан Жанаков
- 2005 — Сага древних булгар (фильм третий «Сага о любви дочери Чингисхана») — Чингисхан
- 2009 — Волчий след (Кто вы, Господин Ка?) — Ка Чен Ву (Чадъяров)[14]
- 2009 — Город мечты (сериал) — Ермек Хаджиевич
- 2014 — Старуха
- 2018 — Аруах — Агатай[15][16][17][18]

### Режиссёр
- 1981 — Год дракона (совм. с Гук Ин Цоем)
- 1983, 1984 — Чокан Валиханов (совм. с Гук Ин Цоем)
- 1986 — Полынь
- 1992 — Козы Корпеш и Баян Сулу
- 2004 — Дом у соленого озера (совм. с И. Вовнянко)

### Сценарист
- 1968 — Выстрел на перевале Караш (совм. с А. Тарази и Б. Шамшиевым)
- 1983, 1984 — Чокан Валиханов (совм. с Ю. Николиным)
- 1989 — Маньчжурский вариант (совм. с И. Вовнянко)
- 1992 — Козы Корпеш и Баян Сулу (совм. с Шахимарденом Кусаиновым)
- 2004 — Дом у соленого озера (совм. с И. Вовнянко и С. Санбаевым)
- 2009 — Кто вы, Господин Ка? (совм. с Е. Турсуновым и Х. Ахметовым)

### Сочинения
- А. Ашимов. «Песня Майры», 1995 г. (на казахском яз.)
- А. Ашимов. «Душа — это особо», 2001
- А. Ашимов. Пятитомник «Посвящение» (жене и сыновьям), 2007
- А. Ашимов. «С любовью Ваш Асанали Ашимов», 2009  (недоступная ссылка)

## Награды и звания
Награды СССР
| Страна           | Дата вручения | Награда                                                                                           | Награда                                                                                           |
| ---------------- | ------------- | ------------------------------------------------------------------------------------------------- | ------------------------------------------------------------------------------------------------- |
| СССР / Казахстан | 1973          | Государственная премия Казахской ССР им. К. Байсеитовой, за роль в фильме «Конец атамана»         | Государственная премия Казахской ССР им. К. Байсеитовой, за роль в фильме «Конец атамана»         |
| СССР             | 1974          | Государственная премия СССР, за исполнение роли Еламана в спектакле «Кровь и пот» А.К. Нурпеисова | Государственная премия СССР, за исполнение роли Еламана в спектакле «Кровь и пот» А.К. Нурпеисова |
| СССР / Казахстан | 1976          | Народный артист Казахской ССР                                                                     | Народный артист Казахской ССР                                                                     |
| СССР             | 1980          | Народный артист СССР                                                                              | Народный артист СССР                                                                              |

Награды Казахстана
| Страна                         | Дата           | Награда | Награда |
| ------------------------------ | -------------- | --- | --- |
| Казахстан                      | 2001           | Кавалер ордена Отан | Кавалер ордена Отан |
| Казахстан / Жамбылская область | 2002           | Почётный гражданин Жамбылской области | Почётный гражданин Жамбылской области |
| Казахстан                      | 2007           | Кавалер ордена Курмет | Кавалер ордена Курмет |
| Казахстан                      | 2007           | Кавалер ордена Парасат | Кавалер ордена Парасат |
| Казахстан                      | 2008           | Медаль «10 лет Астане» | Медаль «10 лет Астане» |
| Казахстан                      | 2012           | Нагрудной знак «Отличник культуры» | Нагрудной знак «Отличник культуры» |
| Казахстан                      | 2014           | Кавалер ордена Достык 1 степени | Кавалер ордена Достык 1 степени |
| Казахстан / Алма-Ата           | 2015           | Почётный гражданин города Алма-Аты | Почётный гражданин города Алма-Аты |
| Казахстан                      | 2016           | Государственная стипендия Первого Президента Республики Казахстан — Лидера Нации в области культуры | Государственная стипендия Первого Президента Республики Казахстан — Лидера Нации в области культуры |
| Казахстан                      | 2016           | Медаль «25 лет независимости Республики Казахстан» | Медаль «25 лет независимости Республики Казахстан» |
| Казахстан                      | 2017           | Почётное звание «Герой Труда Казахстана» с вручением знака особого отличия Золотой звезды | Почётное звание «Герой Труда Казахстана» с вручением знака особого отличия Золотой звезды |
| Казахстан                      | 2017           | Государственная стипендия Первого Президента Республики Казахстан — Елбасы в области культуры) | Государственная стипендия Первого Президента Республики Казахстан — Елбасы в области культуры) |
| Казахстан                      | 2018           | Юбилейная медаль «20 лет Астане» | Юбилейная медаль «20 лет Астане» |
| Казахстан / КНБ РК             | —              | Медаль «За вклад в обеспечение национальной безопасности» | Медаль «За вклад в обеспечение национальной безопасности» |
| Казахстан                      | 1998           | Медаль «Астана» | Медаль «Астана» |
| Казахстан                      | 2001           | Медаль «10 лет независимости Республики Казахстан» | Медаль «10 лет независимости Республики Казахстан» |
| Казахстан                      | 2005           | Медаль «10 лет Конституции Республики Казахстан» | Медаль «10 лет Конституции Республики Казахстан» |
| Казахстан                      | 2006           | Медаль «10 лет Парламенту Республики Казахстан» | Медаль «10 лет Парламенту Республики Казахстан» |
| Казахстан                      | 2004           | Медаль «50 лет Целине» | Медаль «50 лет Целине» |
| Казахстан                      | 2011           | Медаль «20 лет независимости Республики Казахстан» | Медаль «20 лет независимости Республики Казахстан» |
| Казахстан                      | 2015           | Медаль «20 лет Конституции Республики Казахстан» | Медаль «20 лет Конституции Республики Казахстан» |
| Казахстан                      | 2015           | Медаль «20 лет Ассамблеи народа Казахстана» | Медаль «20 лет Ассамблеи народа Казахстана» |
| Казахстан                      | 2016           | Медаль «Ветеран труда» | Медаль «Ветеран труда» |
| Казахстан                      | 2022 (октябрь) | Благодарственное письмо Президента Республики Казахстан с вручением золотого нагрудного знака «Алтын Барыс» — за плодотворную работу в сфере культуры и искусства и в честь национального праздника - Дня Республики.; | Благодарственное письмо Президента Республики Казахстан с вручением золотого нагрудного знака «Алтын Барыс» — за плодотворную работу в сфере культуры и искусства и в честь национального праздника - Дня Республики.; |

Общественные награды
| Страна                                         | Дата вручения | Награда                                                                           |
| ---------------------------------------------- | ------------- | --------------------------------------------------------------------------------- |
| Казахстан «Клуб меценатов Казахстана»          | 2000          | Независимая общенациональная премия «Тарлан», «За вклад» в разделе «Кинематограф» |
| Казахстан конкурс «Выбор года №1 в Казахстане» | 2001          | премия «Алтын адам» как актёру года                                               |
| Россия АПБОП                                   | 2007          | Орден М. Ломоносова                                                               |
| Международная академия ЮНЕСКО                  | 2007          | Орден «Золотой орёл», за заслуги перед мировым кино                               |

Театральные и кинематографические награды
| Страна | Дата вручения | Награда | Награда |
| --- | ------------- | --- | --- |
| СССР | 1978          | Лауреат XI Всесоюзного кинофестиваля в Ереване, за съёмки в фильме «Транссибирский экспресс»               | Лауреат XI Всесоюзного кинофестиваля в Ереване, за съёмки в фильме «Транссибирский экспресс»               |
| СССР | 1982          | Дипломант XV Всесоюзного кинофестиваля в Таллине, за разработку темы национально-освободительного движения | Дипломант XV Всесоюзного кинофестиваля в Таллине, за разработку темы национально-освободительного движения |
| Казахстан | 2003          | Приз за лучшую мужскую роль I Кинофестиваля «Звёзды Шакена» в фильме «Дядя, я тебя убью»                   | Приз за лучшую мужскую роль I Кинофестиваля «Звёзды Шакена» в фильме «Дядя, я тебя убью»                   |
| Казахстан | 2007          | «Мастер экрана-2007» (каз. Экран шебері)                                                                   | «Мастер экрана-2007» (каз. Экран шебері)                                                                   |
| СНГ Совет по гуманитарному сотрудничеству и Межгосударственный фонд гуманитарного сотрудничества государств-участников | 2011          | Лауреат Премии в области культуры и искусства «Звёзды Содружества»                                         | Лауреат Премии в области культуры и искусства «Звёзды Содружества»                                         |
| Казахстан | 2012          | Именная звезда — на главной киностудии страны “Казахфильм”(2012)                                           | Именная звезда — на главной киностудии страны “Казахфильм”(2012)                                           |
| СНГ Межпарламентская ассамблея СНГ                                                                                     | 2017          | Почётный знак «За заслуги в развитии культуры и искусства»                                                 | Почётный знак «За заслуги в развитии культуры и искусства»                                                 |

## Наследие
- Документальный фильм «Асанали», режиссёр И. А. Вовнянко (1986).[13]
- Именем А. Ашимова назван пятизвездный коньяк «Асанали», выпускаемый АО «Бахус», Алма-Ата.
- К 70-летию актёра в Таразе был открыт музей А. Ашимова[40].
- К 70-летию актёра была издана «Золотая коллекция фильмов Асанали Ашимова» в виде коробки с 12 DVD с дюжиной лучших фильмов[41]
- О творчестве А. Ашимова снят документальный фильм «Дорогу осилит идущий» (реж. И. А. Вовнянко, 1986)
- К 75-летию А. Ашимова был снят 40-минутный документальный фильм «Зеркальных дел мастер»[42].
- К 85-летию на территории Казахстанского центра делового сотрудничества "Атакент" установили бронзовую скульптуру сидящего на лавочке Асанали Ашимова.[43]